# Везиров, Фиридун-бек Джамал-бек оглы
Фиридун-бек Джамал-бек оглы Везиров (также известный как Фридун-Бек-Киаз-Визиров, азерб. Firidun bəy Camal bəy oğlu Vəzirov; 1850 — 30 июня 1925) — российский и азербайджанский военачальник, генерал-майор.

## Начало военной карьеры
Фиридун-бек Везиров родился 19 апреля 1850 года в Тифлисе в аристократической семье. Из дворян Тифлисской губернии. Вероисповедания магометанского. Его отец — Джамал-бек работал в суде. Эсмет, мать Фиридун-бека, была домохозяйкой. Общее образование Фиридун-бек получил в Тифлисской классической гимназии.
Военную службу начал в апреле 1868 года унтер-офицером в 7-м Белорусском гусарском полку 7-й кавалерийской дивизии. В 1870 году окончил Елисаветградское кавалерийское юнкерское училище. Возвращён в полк. 20 октября того же года произведён в корнеты. В марте 1872 года произведён в поручики. 5 марта 1874 года произведён в штабс-ротмистры. 6 марта 1876 года произведён в ротмистры. 25 сентября был командирован в переменный состав Учебного кавалерийского эскадрона. 
23 августа 1878 года высочайшим приказом переведён в 15-й драгунский Тверской полк Кавказской кавалерийской дивизии капитаном. Прибыл к новому месту службы 20 сентября и вступил в командование 4-м эскадроном.

## Последующая карьера
5 мая 1881 года был произведён в майоры. В мае 1882 года Фиридун-бек Везиров был назначен членом Кавказского военно-окружного суда. 6 мая 1884 года переименован в подполковники. Командовал эскадроном 12 лет и один месяц.
11 октября 1890 года высочайшим приказом переведён в 28-й Новгородский драгунский полк 10-й кавалерийской дивизии 10-го армейского корпуса. 13 октября 1897 года «за отличие по службе» произведён в полковники.
28 января 1900 года высочайшим приказом Фирудун-бек Везиров был назначен командиром 10-го Новотроицко-Екатеринославского драгунского полка 4-й кавалерийской дивизии 6-го армейского корпуса. Служил в Варшаве, в Рыльске и в других городах.
Высочайшим приказом от 18 апреля 1906 года командир 10-го Новотроицко-Екатеринославского драгунского полка, полковник Фиридун-бек Везиров был произведен в генерал-майоры, с увольнением от службы, на основании правил о предельном возрастном цензе, с награждением мундиром и пенсией.
Спустя некоторое время Фиридун-бек Везиров переселился в Тифлис. Проживал на Михайловской улице в доме № 111.

## Служба в АДР
В начале 1919 году Фиридун-бек Везиров в Тифлисе получает письмо:

Многоуважаемый Фиридун бек, нет сомнений в том, что вы узнали о создании национальной армии Азербайджанской Демократической Республики. Как военачальник и сын нашего народа, вы тоже обрадовались этому. У нас есть большая потребность в таких способных и опытных военачальниках, как вы, для служения в новообразованной армии. Напомню, из-за добровольцев численность нашей армии с каждым днём увеличивается. Несмотря на тяжёлую ситуацию нам удалось создать Генштаб. Общий отдел, отдел дежурных генералов, отдел кавалерии, отдел прессы и другие отделы Генштаба уже начали работать. Азербайджанское правительство обеспечило нас средствами из бюджета. В настоящее время мы не испытываем трудностей с военной техникой и с новыми офицерами. Верим, в независимом Азербайджане вы поделитесь своим военным опытом с молодыми солдатами, которые служат в рядах нашей армии. Поэтому, прошу принять наше приглашение работать с нами в Генштабе. С уважением, дежурный генерал Генштаба, полковник Абдулгамид бек Гайтабашы. 
Получив письмо, Фиридун бек отправляется в Баку. Приказом военного министра генерала от артиллерии Мехмандарова № 351 от 7 августа 1919 года генерал-майор Фиридун-бек Везиров был назначен комендантом Баку, с временным исполнением должности начальника гарнизона.
После прихода к власти большевиков Везиров был отстранён от службы. 2 июня 1921 года был арестован ЧК Азербайджана. Его обвинили в членстве в партии «Ислам» и участии в Гянджинском восстании. Власти требовали от него письменных объяснений.

### Из протокола допроса
- Во времена Мусавата я был комендантом города Баку. До этого жил в Тифлисе. В 1919 по приглашению правительства АДР прибыл в Баку и был назначен на должность коменданта, в которой служил до прихода Советского правительства. Ни во времена Мусавата, ни после прихода Советского правительства я не был членом какой-либо партии. Я тридцать восемь лет служил в кавалерии российской армии. После прихода Советского правительства состоял при штабе Чингиза Ильдрыма. Пять-шесть месяцев тому назад служил с товарищем Алигейдаром Караевым, состоял при нём для особых поручений. В связи с этой работой был в командировке в Гянджинском, Казахском и Закатальском уезде.
- Вопрос: С кем вы встречались в Гяндже?
- Ответ Везирова: В Гяндже я был знаком с такими бывшими помещиками, как Агасыбеков, Гошгаров,Усуббеков,Сеидали Мир Кязымбеков. Других знакомых в Гяндже я не имею. Я не знаю человека по имени Халил Шакиров и никогда не был знаком с ним. У меня не было близкого знакомства с руководством Мусавата. Я видел в их лице начальство. За всё время пребывания в Баку, в Азербайджане я занимался военной деятельностью. Не был членом какой-либо партии или организации. Повторяю, я — военный. Я, подчиняющийся уставам, кавалерийский генерал. Я ничего не слышал и ничего не знаю о партиях «Иттихад-ислам» и «Великий Ислам Турана», упоминаемых вами.

## Конец жизни
После допроса Фиридун-бек подписал протокол допроса и сделал приписку: "не считаю себя виновным в чём-либо". 19 июня 1921 года комендант ЧК получил ордер № 1620 с подписью председателя Совета Народных Комиссаров Азербайджана Наримана Нариманова. Согласно ордеру коменданту надлежало немедленно освободить Фиридун-бек Везирова (бывшего генерала). После освобождения продлжил службу в прежней должности. Постановлением Совета Народных Комиссаров АССР 24 октября 1922 года "состоящему для особых поручений при Наркомвоенморе т. Везирову Фридуну" была установлена ежемесячная прибавка к жалованью в размере пятидесяти рублей золотом, "с сохранением этой прибавки и по выходе с военной службы, пожизненно". 
30 июня 1925 года в возрасте семидесяти пяти лет Фиридун-бек Везиров скончался в Баку.

## Награды
- Орден Святого Станислава 3-й степени (19.01.1882)

- Орден Орден Святой Анны 3-й степени (6.05.1889)

- Орден Святого Станислава 2-й степени (15.07.1893)

- Орден Орден Святого Владимира 4-й степени с бантом  (22.09.1898)

- Орден Святой Анны 2-й степени  (1.08.1902)

- Орден Святого Владимира 3-й степени (20.11.1905)

## Семья
Был женат первым браком на дочери отставного полковника Кричинского, Зинаиде Селимовне Кричинской.
Имел двух дочерей: Нигяр, родившуюся 22 декабря 1902 года и Сафию, родившуюся 25 марта 1907 года.
Жена и дочери вероисповедания магометанского.